# Hofstede (Bochum)
Hofstede ist ein Stadtteil in Bochum-Mitte mit einer Fläche von 317 ha (3,17 km²). Der Stadtteil liegt nördlich der Bochumer Innenstadt. Er hat 10.055 Einwohner (Stand 30. September 2022).

## Geschichte
Das Rittergut Haus Nosthausen lag in Hofstede zwischen den Orten Eickel und Hamme. Die Burg stand auf dem westlichen Teil der noch nicht zwischen den Gemeinden Eickel und der Gemeinde Hofstede geteilten Ländereien an der Dorstener Straße und gehörte zum Kirchspiel Eickel. Im Jahr 1350 wird Röttger von Dorneburg mit Nosthausen belehnt und seitdem ist es ein Tochtergut dieses Geschlechts. Die Seitenlinie nannte sich später nur noch „von Aschebrock zu Nosthausen“. Der in der Schürfurkunde von 1846 eingetragene Name der Zeche Hannibal lautete Nosthausen I/II.
Bis 1904 gehörte Hofstede zum Landkreis Bochum; es war zugleich Amt- und Landgemeinde. Die Besiedelung der Stadt Bochum hatte sich zum Ende des 19. Jahrhunderts über die ursprünglichen Stadtgrenzen hinaus ausgedehnt. Es erfolgte eine durchgehende Bebauung nach Norden in Richtung der neuen Tiefbauzechen, wovon insbesondere der Ortsteil Hamme betroffen war. Durch den Ausbau der Zeche Präsident, deren Schächte teilweise auf Bochumer und Hammer Gebiet lagen, erfuhr Hamme einen starken Bevölkerungszuwachs. Besonders die Herner Straße wurde bebaut. Zwischen dem ursprünglichen Bochumer Stadtgebiet und Riemke gehört ein Teil der Herner Straße zu Hofstede. In der ersten großen Eingemeindungswelle 1904 wurde Hamme zusammen mit Hofstede, Grumme und Wiemelhausen nach Bochum eingemeindet. Neben der Stahlerzeugung (Bochumer Verein) gehörten nun auch mehrere Steinkohlenzechen zum erweiterten Stadtgebiet von Bochum.
Besonderes Interesse hatte Bochum an der Eingemeindung von Hofstede, da der Bau eines Stichkanals von dem Rhein-Herne-Kanal erwartet wurde, der allerdings nie realisiert wurde. Zum Zeitpunkt der Eingemeindung hatte Hofstede 8000 Einwohner und der Stadtteil war noch in weiten Teilen landwirtschaftlich geprägt. Von industrieller Bedeutung waren die Zeche Constantin der Große, Schacht I und II an der Herner Straße sowie die Zeche Hannibal Schacht I an der Dorstener Straße.
Der Schacht Hannibal I wurde 1848 abgeteuft. In den 1860er-Jahren entstanden die ersten Häuser der Kolonie Hannibal. Die Kolonie umfasste mehrere Straßenzüge der Herzogstraße und der Straße In der Provitze. Die einfachen Häuser waren einheitlich ausgeführt und hatten Anbauten, die zum Beispiel als Stallung genutzt wurden. Im Abstand zu den Bergmannshäusern waren an der westlich der Dorstener Straße, südlich des ehemaligen Bahnübergangs, die wesentlich großzügiger angelegten Häuser für die sozial höher gestellten Betriebsführer, Steiger, Beamten und kaufmännischen Angestellten errichtet. Die Zechenkolonie ist im Zweiten Weltkrieg zerstört und nicht wieder aufgebaut worden. Der Hammerkopfturm auf dem Schacht I der Zeche Hannibal (errichtet 1930) war jahrzehntelang bis zum Abriss 1974 das Erkennungszeichen des Stadtteils. Ein weiteres markantes Gebäude war das Kokssilo. Es wurde 1921/22 errichtet und diente bis 1935 seinem ursprünglichen Zweck. Danach wurde es als Kohlensilo genutzt. Das Bauwerk wurde im Zweiten Weltkrieg erheblich beschädigt. Der Abriss folgte 1974 mit der Aufgabe der Zeche.
Westlich der Bahnlinie und räumlich getrennt zur Hannibal-Kolonie standen einige ältere Häuser, die den Ortsteil Marmelshagen bildeten.
1850 wurde mit dem Abteufen des Schachtes Constantin I begonnen, die Förderung wurde 1857 aufgenommen. Der Schacht Constantin II wurde 1866 fertiggestellt. Östlich von Schacht 1 wurde in den Jahren 1869 bis 1874 eine Kolonie für die Zeche errichtet, die 65 Häuser und 123 Wohnungen umfasste. Die Bebauung dehnte sich in den 1870er Jahren bis zur Herner Straße aus.
1989 wurde der Hofsteder Weiher in die Liste der Naturschutzgebiete in Bochum aufgenommen.

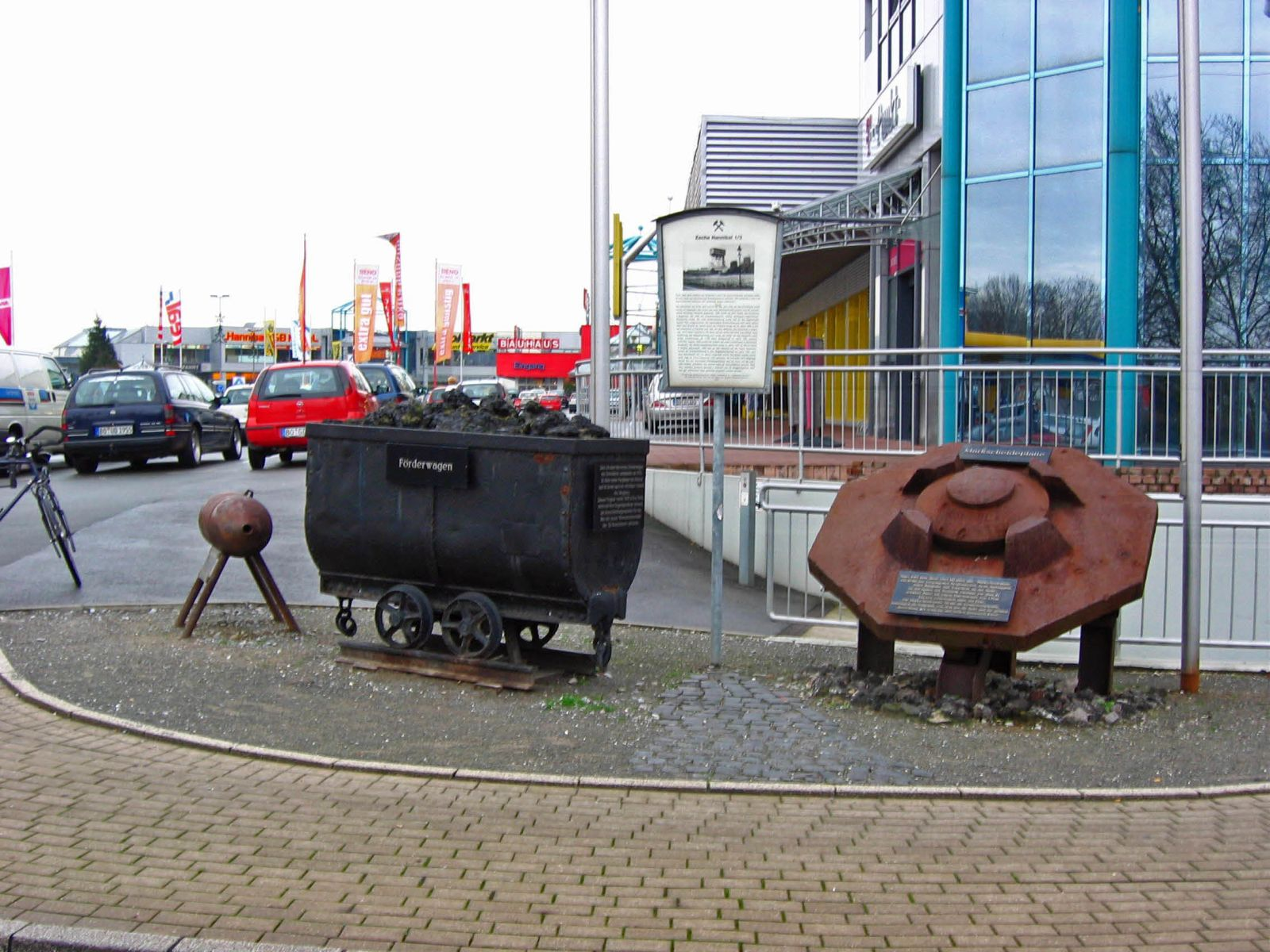
Bergbaufundstücke am Hannibal Einkaufszentrum: Entschärfte Bombe aus dem Zweiten Weltkrieg, Kohlenlore, 145 Jahre alte Markscheideplatte
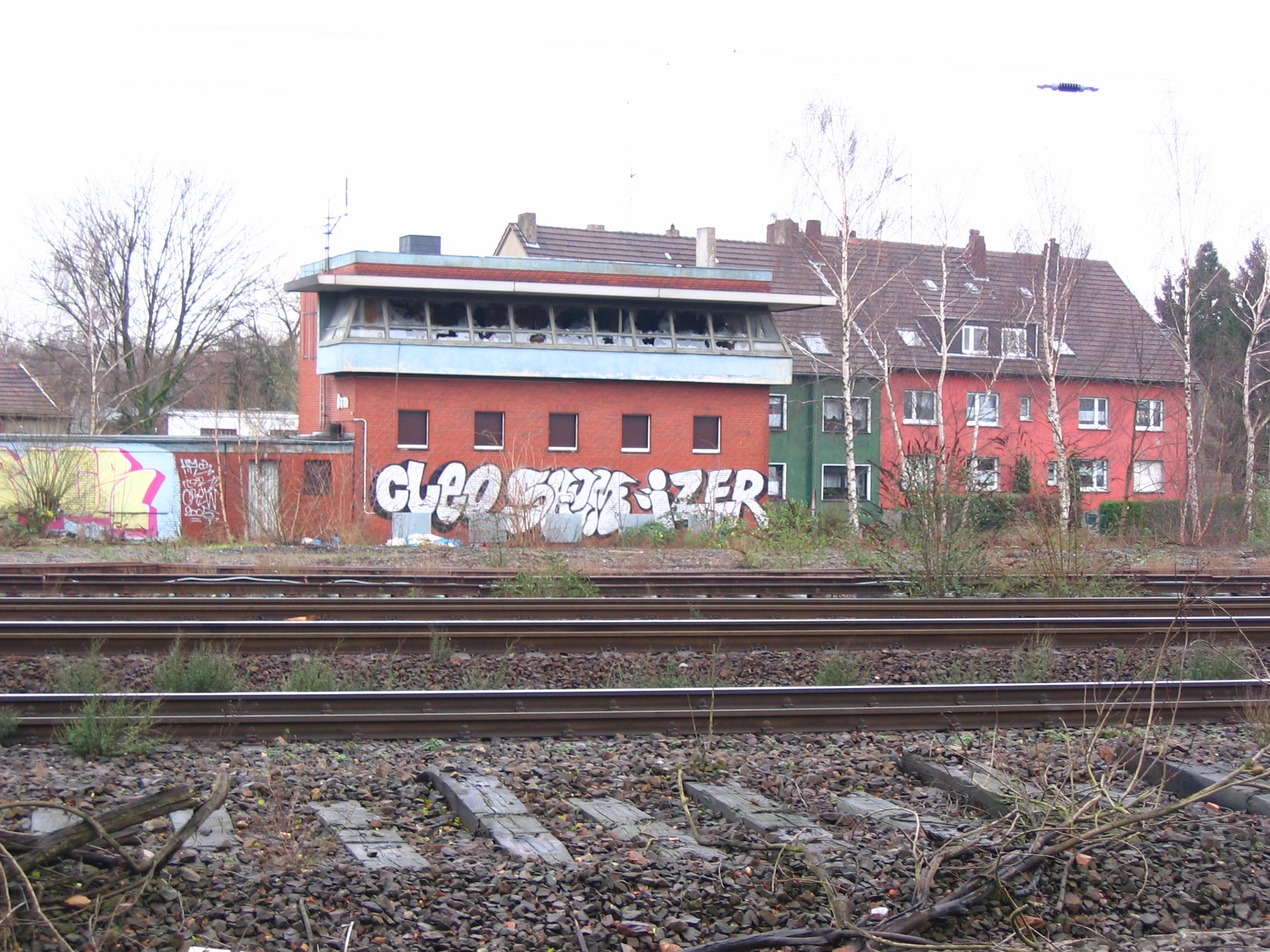
Stellwerk Riemke an der Bahnstrecke nach Herne
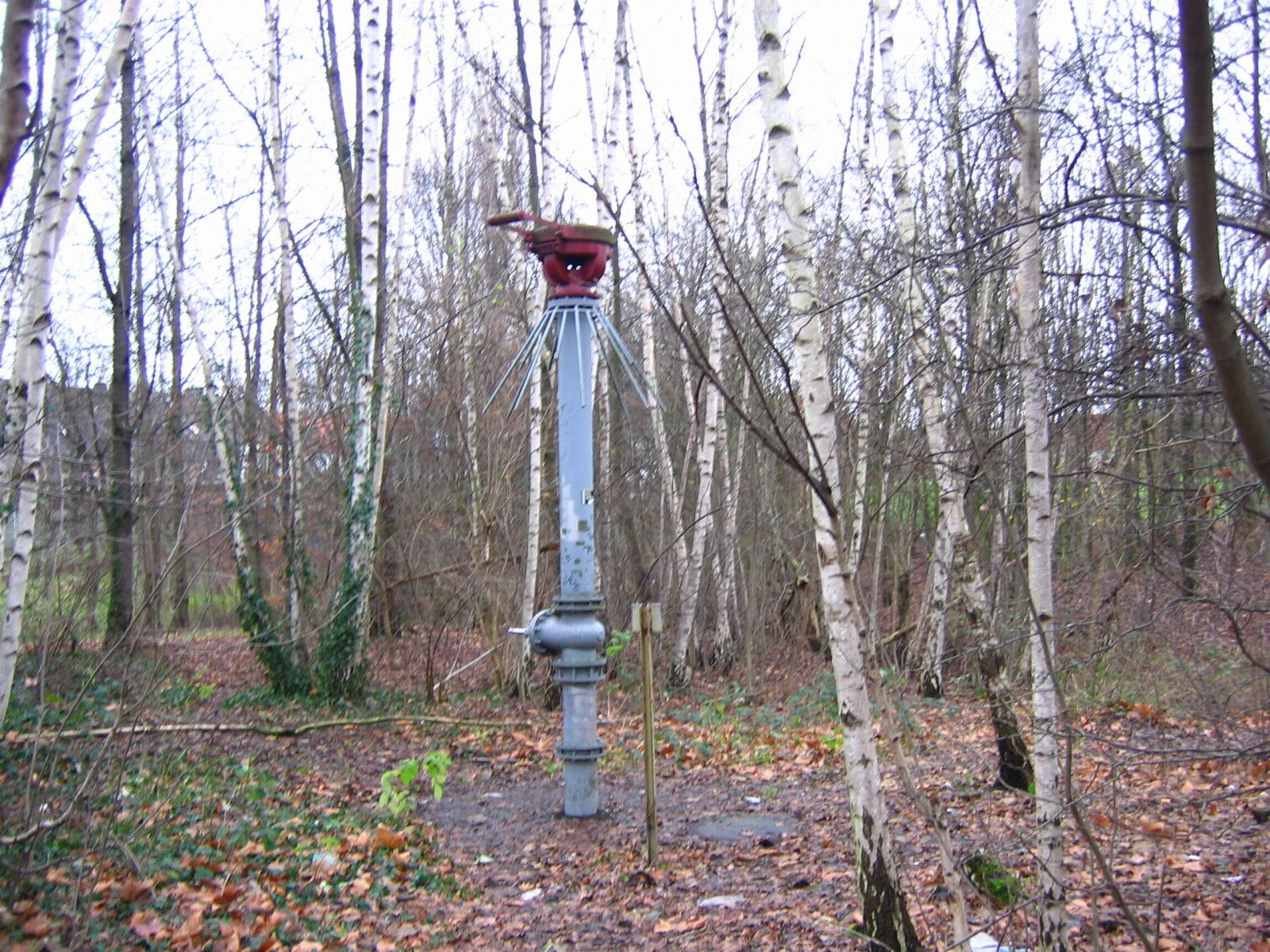
Entgasungshaube auf dem verfüllten Schacht Constantin I
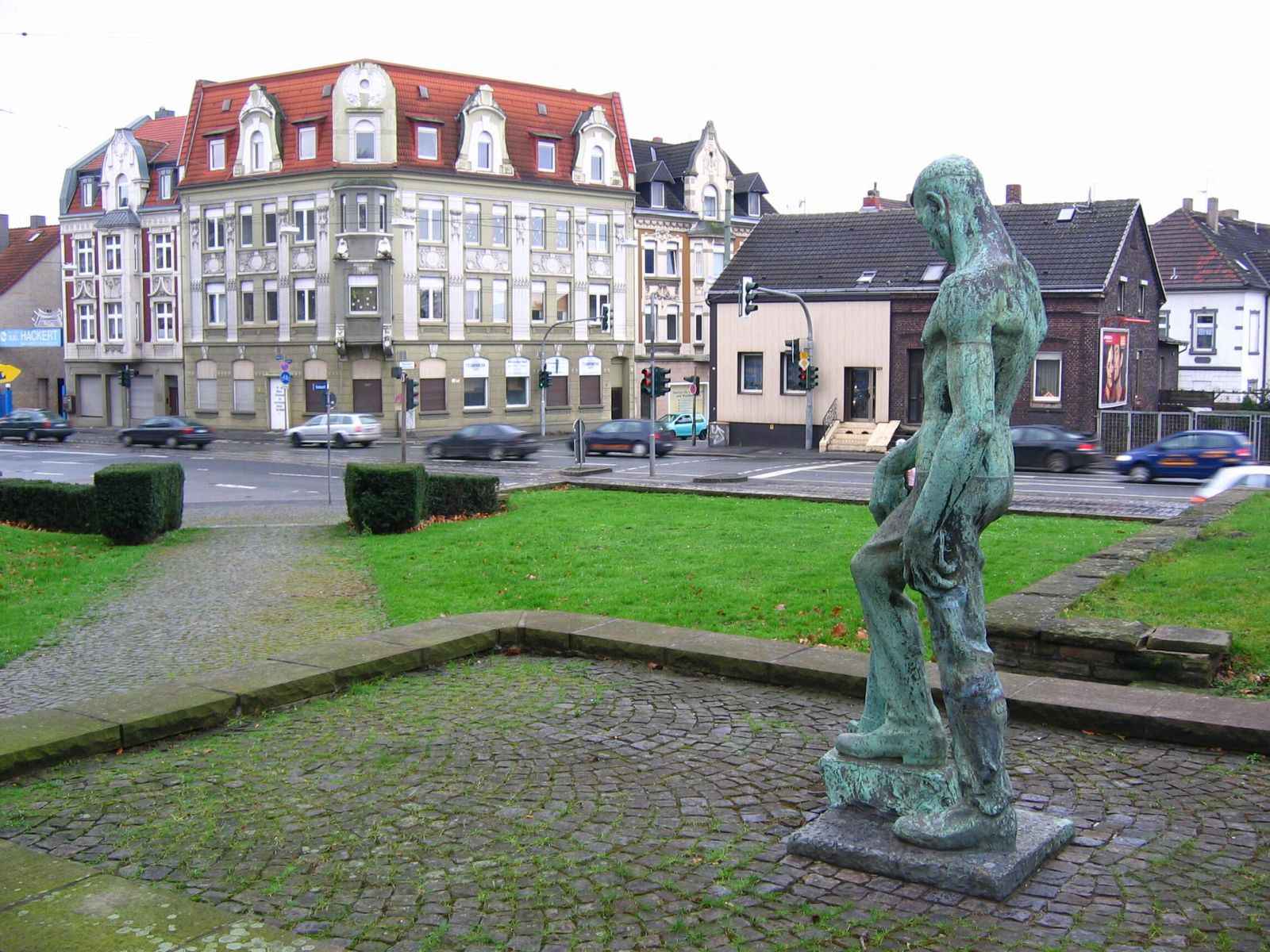
Aufgefülltes Gelände im Bereich der abgerissenen Schachtanlage Constantin I mit dem Mahnmal für die 475 im Ersten Weltkrieg gefallenen Mitarbeiter der Schachtanlagen Constantin; im Volksmund wird die Plastik als „Knochen-Karl“ bezeichnet
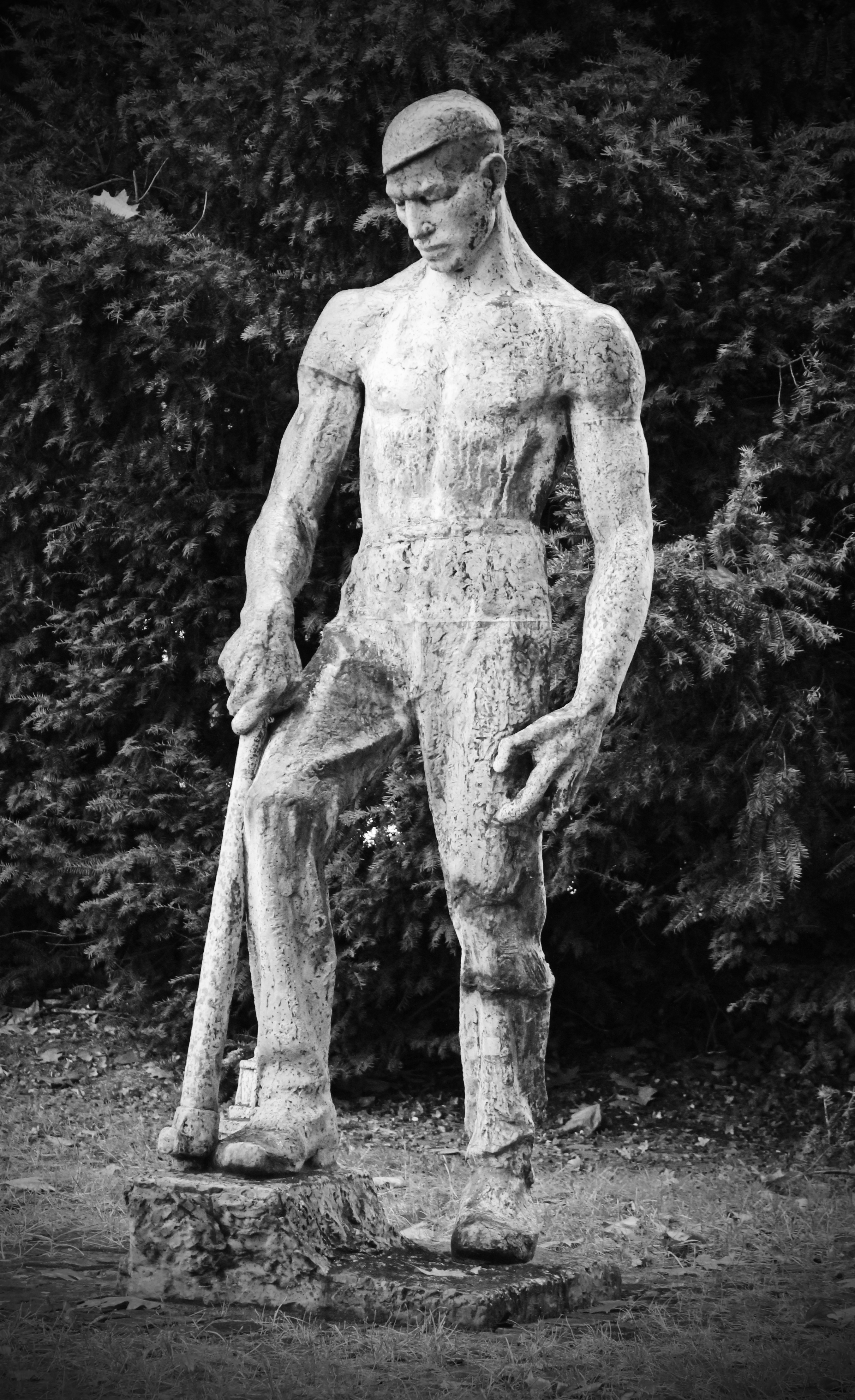
„Knochen-Karl“

### Eingemeindung
Der Zechendirektor von Hannibal I, Franz Ruppel, war ein verdienstvoller Gemeindedirektor, der im alten Amt Bochum I (Nord) bis zur Aufteilung am 1. April 1900 als erster Beigeordneter tätig war. Aus dem Amt Bochum I (Nord) entstanden danach drei neue Ämter: Hamme, Harpen und Hofstede. Das Amt Hofstede bestand aus den vier Landgemeinden Hofstede, Hordel, Riemke und Bergen und hatte zusammen 16188 Einwohner und eine Fläche von 7,96 km². Sitz dieses Amtes war Bochum. Zu dem Zeitpunkt war bereits die Diskussion um die Eingemeindung im Gange.
Am 1. April 1904 wurde Hofstede schließlich nach Bochum eingemeindet.

## Verkehrsverbindungen
Östlich der Zeche Hannibal verläuft die Eisenbahntrasse nach Herne, die 1867 als Stichbahn der Köln-Mindener Eisenbahn-Gesellschaft errichtet worden ist. Zwischen dem Zechengelände und der Eisenbahntrasse wurde eine Chemische Anlage zur Aufbereitung von Schwefelsäure (Ruhr-Schwefelsäure) errichtet. Später wurde das Gelände von der Gesellschaft für Materialrückgewinnung und Umweltschutz mbH (GMU) genutzt. Der Komplex bildete heute eine Industriebrache, die durch Altlasten verseucht ist und zurzeit saniert wird. Im Bereich zwischen Schlachthof und Hofsteder Bach befand sich eine größere Mülldeponie, die in den 1960er-Jahren stillgelegt wurde und nunmehr überdeckt und bewaldet ist. Der Hofsteder Bach wurde als Abwasserkanal (Köttelbecke) genutzt. An der Grenze zu Hordel hinter der Ortelsburger Straße vereinigen sich Hofsteder Bach und Marbach vor dem ehemaligen Klärwerk. Der Hofsteder Bach wird zurzeit renaturiert und der Abwasserkanal in Betonröhren unterhalb des Bachbettes verlegt.
Bald nach Bochum erhielt auch Hofstede einen Anschluss an das Eisenbahnnetz. Bedeutender Verkehrsweg war die Eisenbahnstrecke von Bochum über Riemke nach Herne, die 1871 in Betrieb genommen wurde. Östlich der Chemischen Fabrik im Bereich der Straße Auf dem Dahlacker lag der Bahnhof Bochum Riemke, der sich auf Hofsteder Gebiet befindet.
Von der Trasse nach Herne zweigte an der Chemischen Fabrik die Hannibal-Bahn ab. Sie führte auf dem jetzigen Fußweg nördlich des Hannibal-Einkaufszentrum über die Dorstener Straße. Sie verlief an der Riemker Straße entlang, querte die Hordeler Straße und verlief weiter an der Stadtgrenze nach Herne-Eickel entlang zur Zeche Hannover.
Ein Siedlungsschwerpunkte zu Beginn des 20. Jahrhunderts in Hofstede war die Herner Straße. Das Teilstück der Herner Straße bis zur A 40 gehört zu Hamme, das weitere Stück einschließlich des WEDAG-Geländes ist Hofstede zugeordnet. Die Herner Straße ist zum Ende des 19. Jahrhunderts durchgehend bebaut worden. Viele Gebäude aus der Zeit um die Wende des 19. bis 20. Jahrhunderts sind noch erhalten. Die erste elektrische Straßenbahnlinie in Bochum (eingeweiht am 23. November 1894) führte über die Herner Straße nach Herne zum „Cöln-Mindener Bahnhof“. Die Straßenbahnlinie verlief somit teilweise durch Hofsteder Gebiet. Diese Straßenbahnlinie wurde 1989 durch die U-Bahn-Linie U35 ersetzt. Im Jahr 1896 wurde auch die Straßenbahnverbindung zwischen Bochum und Eickel in Betrieb genommen.
Als bedeutende Straßenverbindungen, die durch Hofstede führen, sind die Herner und Dorstener Straße sowie der Löbker-Ring zu erwähnen, der später zum Ruhrschnellweg ausgebaut wurde und nun die Autobahn A 40 darstellt.

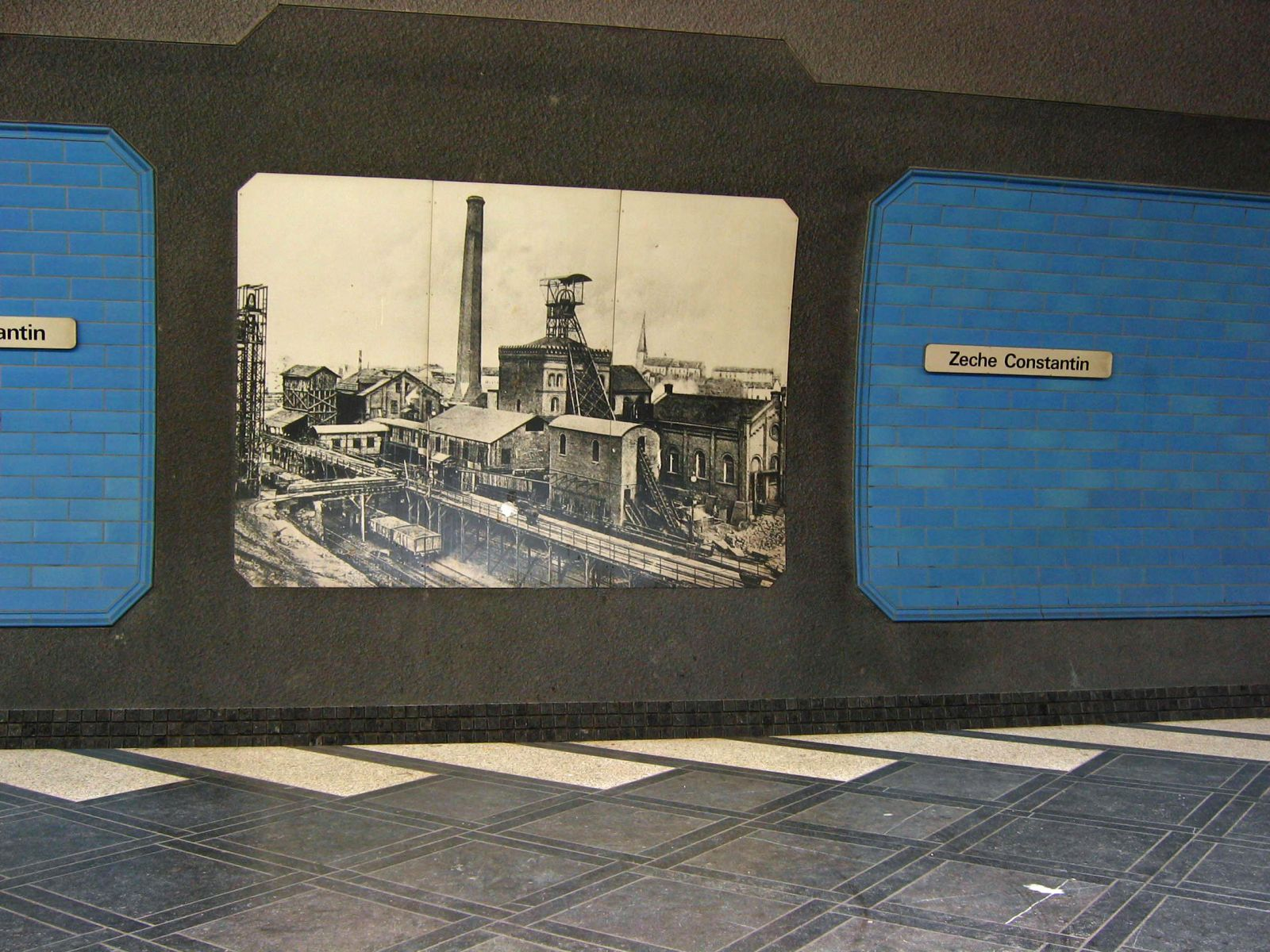
U-Bahn-Station Zeche Constantin
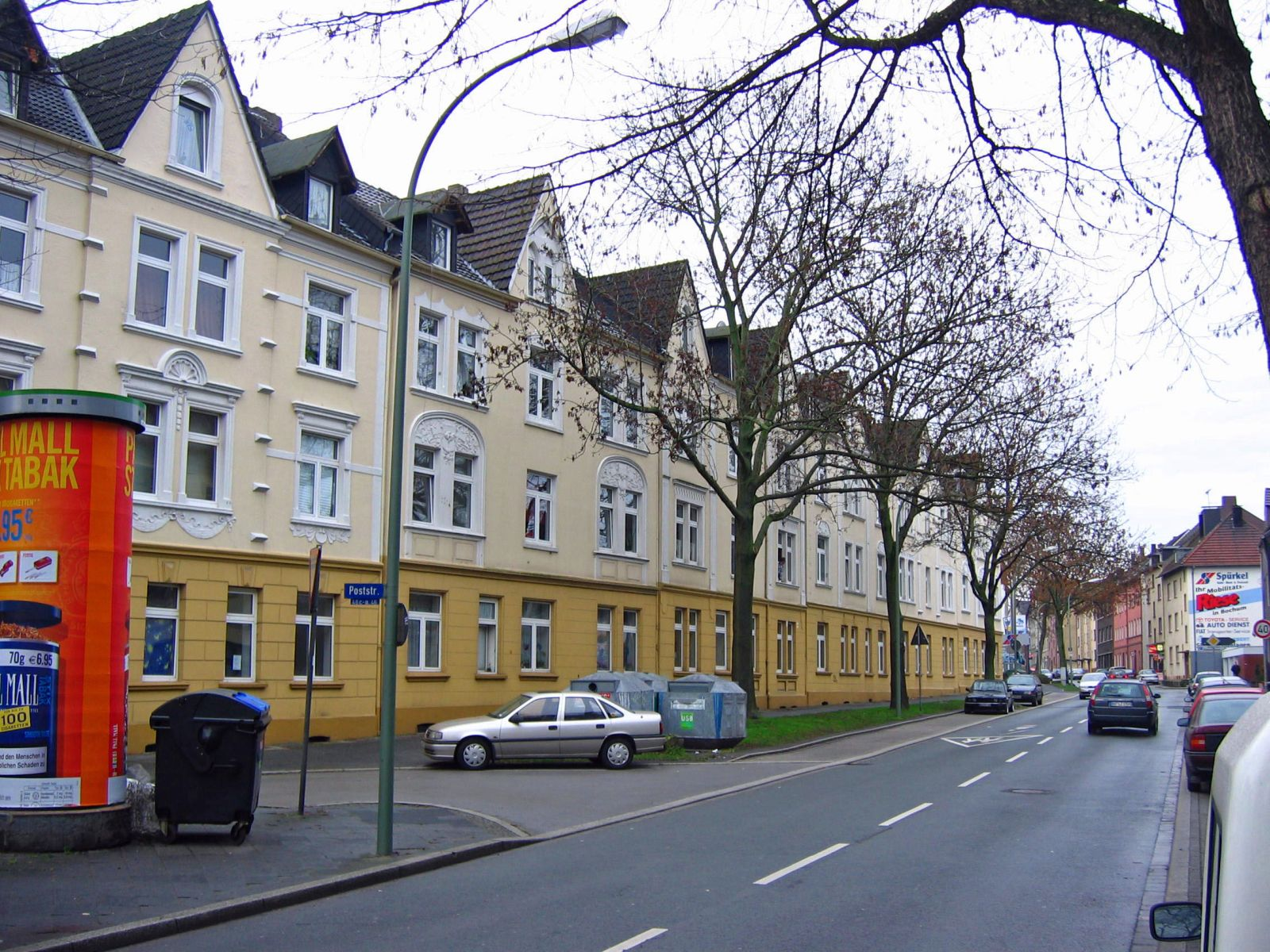
Ältere Besiedlung an der Poststraße in der Nähe der Schachtanlage Constantin I
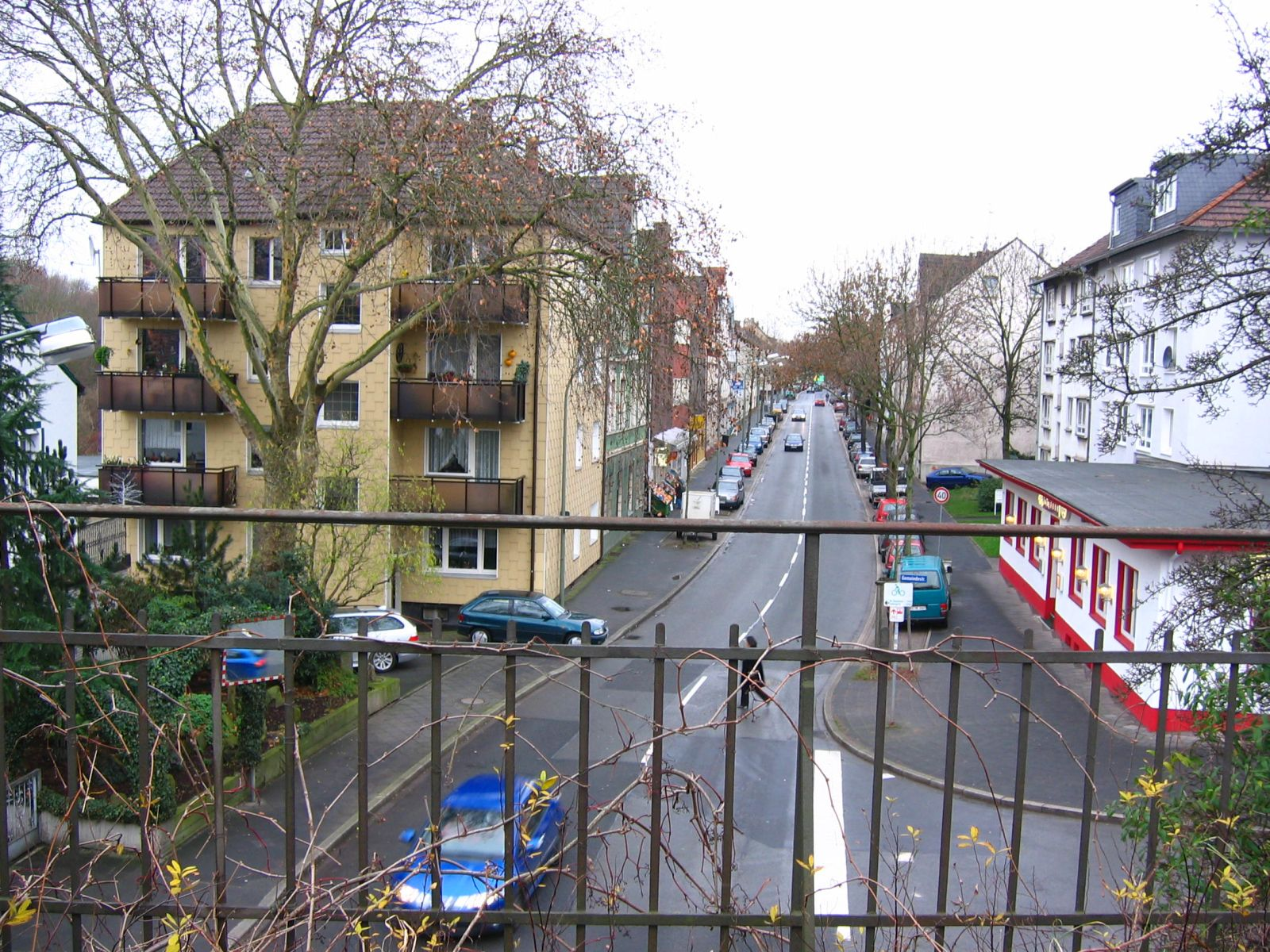
Poststraße, westlicher Teil
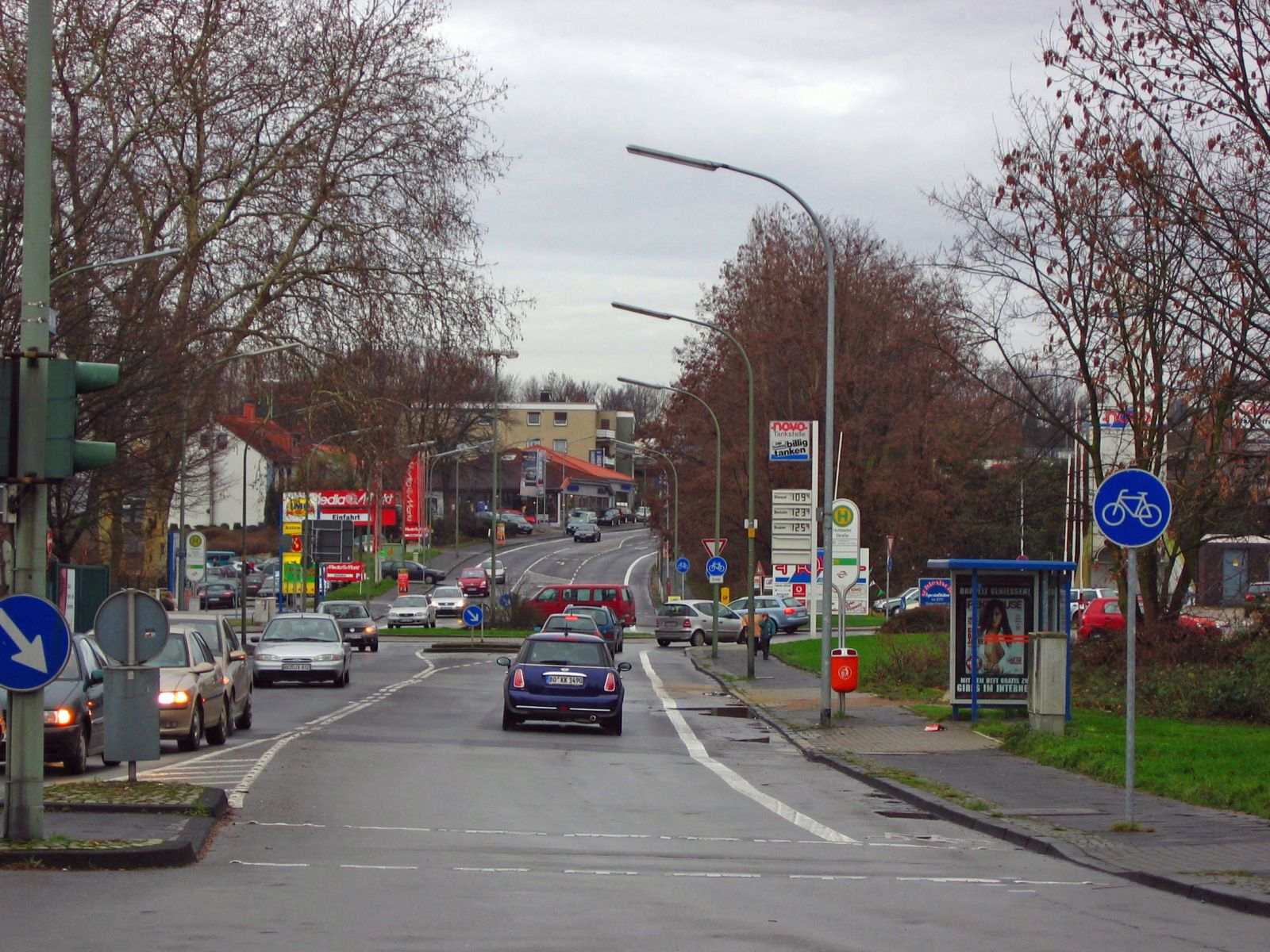
Einzelhandelsgeschäfte an der Hofsteder Straße

## Infrastruktur
Am Rande von Hofstede an der Stadtgrenze zu Eickel wurde eine Kläranlage mit Klärteichen errichtet, die nunmehr zurückgebaut wird.
An der Herner Straße liegt das WEDAG-Gelände, das sich bis zu der Straße auf dem Dahlacker hinzieht.
Die KHD Wedag war ein Unternehmen der Deutz AG und war engagiert im Bereich der Kokereitechnik. Das Unternehmen existiert nicht mehr. Die Fabrikgebäude werden von anderen Unternehmen genutzt (Auslieferungslager) und das Verwaltungsgebäude an der Herner Straße wird saniert. Auf dem Gelände ist ein Betriebshof der BOGESTRA eingerichtet worden; hier werden die Fahrzeuge der U35 gewartet.

## Kirchen

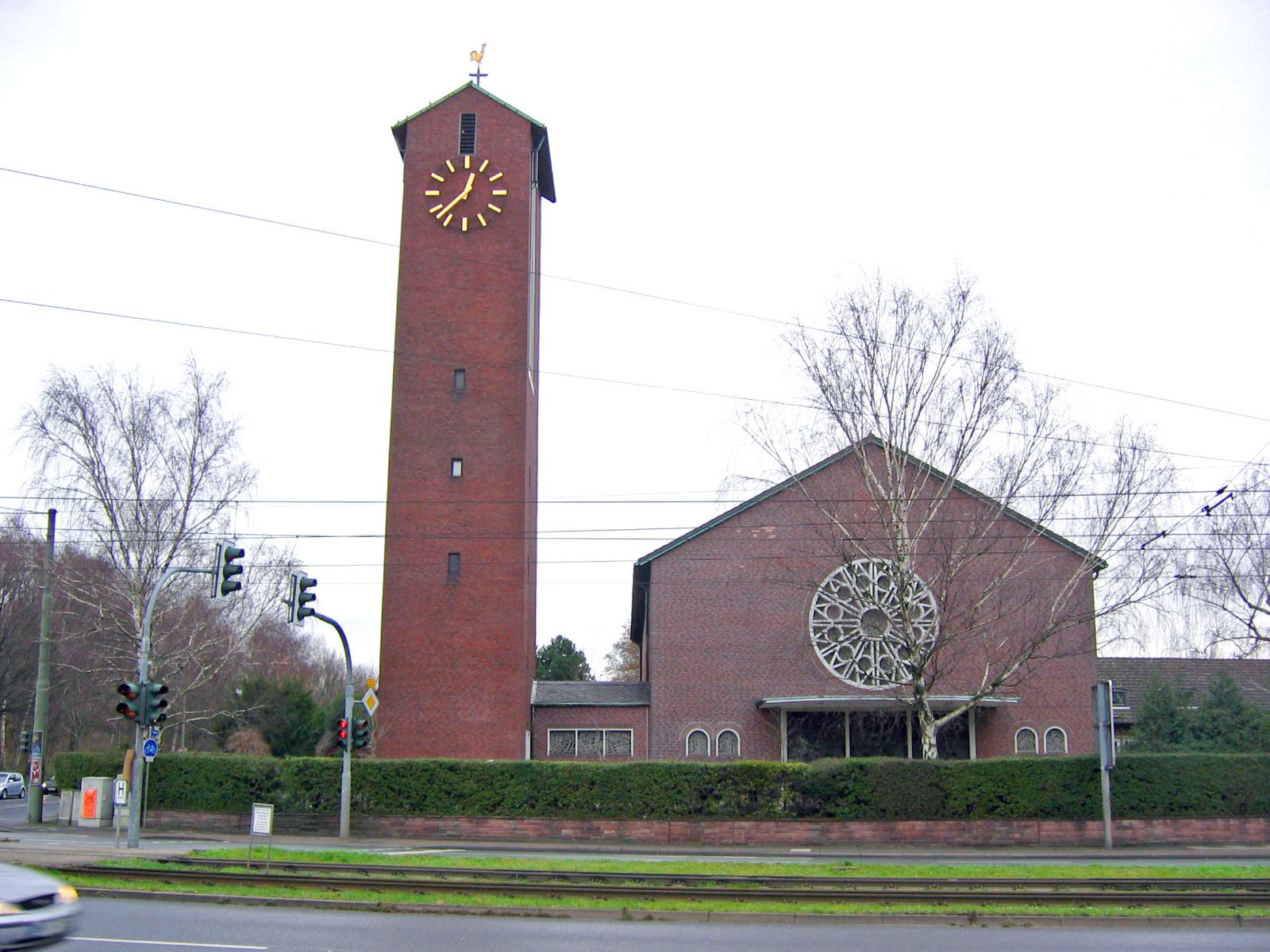
Katholische Pfarrkirche Nikolaus von Flüe an der Dorstener Straße

Die evangelisch-lutherische (SELK) Epiphanias-Kirche (errichtet 1929/30) an der Dorstener Straße 263 ist eine Eisenbetonkonstruktion mit roter Verklinkerung im Bauhaus-Stil und steht seit 2005 unter Denkmalschutz. Seit dem Kulturhauptstadtjahr 2010 ist sie gleichzeitig die Autobahnkirche RUHR. Die Errichtung einer katholischen Kirche in Hofstede war bereits 1930 mit dem Kauf eines Grundstückes an der Dorstener Straße Ecke Poststraße vorgesehen. Der Bau der Kirche St. Nikolaus von Flüe wurde aber erst 1952 mit dem Einsetzen weiter Wohnungsbautätigkeiten im Umfeld begonnen und 1956 abgeschlossen. Das Kirchengebäude ist ein Backsteingebäude mit klarer Gliederung.

## Bevölkerungsentwicklung
| Bevölkerungs- entwicklung | Bevölkerungs- entwicklung |
| Jahr                      | Einwohner                 |
| ------------------------- | ------------------------- |
| 1818                      | 242                       |
| 1843                      | 329                       |
| 1858                      | 524                       |
| 1871                      | 1982                      |
| 1875                      | 2950                      |
| 1880                      | 3142                      |
| 1890                      | 4925                      |
| 1895                      | 6158                      |
| 1900                      | 7447                      |
| 1905                      | 9275                      |
| 1910                      | 9675                      |

Die Bevölkerungsentwicklung zeigt einen starken Anstieg am Ende des 19. Jahrhunderts, der einher geht mit dem Ausbau der Zechen in Hofstede. Die Bevölkerungsdichte in Bochum (ohne Eingemeindungen 1904) betrug 11891 Einwohner/km². Nach Hamme wies Hofstede mit 2945 Einwohner/km² die höchste Dichte im Landkreis Bochum auf.
Im Zweiten Weltkrieg waren neben der Innenstadt besonders die nördlich gelegenen Stadtteile durch Zerstörung und Einwohnerverlust betroffen; in Hofstede verringerte sich die Bevölkerung um 15,3 Prozent. In den 50er- und 60er-Jahren wurden die in Hofstede noch vorhandenen landwirtschaftlichen Flächen aufgegeben und bebaut. Der Grund für die Bautätigkeiten in den äußeren Stadtteilen war der Bedarf an Wohnraum aufgrund der Zerstörungen in der Innenstadt und die Versorgung von Vertriebenen mit Wohnraum.

## Bevölkerung
Am 31. Dezember 2024 lebten 10.341 Einwohner in Hofstede.
Strukturdaten der Bevölkerung in Hofstede:
- Minderjährigenquote: 16,7 % [Bochumer Durchschnitt: 15,2 % (2024)]
- Altenquote (60 Jahre und älter): 26,6 % [Bochumer Durchschnitt: 29,3 % (2024)]
- Ausländeranteil: 22,6 % [Bochumer Durchschnitt: 17,0 % (2024)]
- Arbeitslosenquote: 11,1 % [Bochumer Durchschnitt: 8,9 % (2017)]

## Gegenwart
Bis in die 50er-Jahre war die Dorstener Straße nördlich des Bodelschwingplatzes (stadtauswärts) nicht bebaut. Westlich der Dorstener Straße auf der Höhe der Breslauer Straße befand sich eine Ziegelei. Bis in die mittleren 1960er-Jahre existierten noch Bauernhöfe auf Hofsteder Gebiet. In der Folge wurden die verbliebenen und nicht durch Altlasten und Halden belasteten Flächen des Stadtteils weitgehend bebaut.
Die Zechen in Hofstede wurden in den 1960er- und frühen 1970er-Jahren (Hannover/Hannibal: 31. März 1973) stillgelegt. Von den Gebäuden der Zeche Hannibal ist, bis auf die Eingliederung einiger Gebäude in das Einkaufszentrum, kaum noch etwas erhalten. Von der Schachtanlage Constantin zeugt nur noch eine gleichnamige U-Bahn-Station der U35. Das Gelände ist aufgeschüttet worden und es ist eine Grünanlage angelegt worden. Die Plastik des „Kahlen Karls“ erinnert an die 475 Gefallenen im Ersten Weltkrieg, die bei der Zeche beschäftigt waren. Die Lage von Schacht I ist anhand der Entgasungshaube nachvollziehbar.
Auf dem Gelände der Schachtanlage Hannibal wurde bereits kurz nach deren Stilllegung ein Einkaufszentrum (Hannibalzentrum) errichtet. Auch hier kann die Lage des Schachtes I an der Entgasungshaube ausgemacht werden, die auf dem jetzigen Parkplatz steht. An der nördlichen Flanke sind noch Gebäude der Zeche (Lohnhalle) erhalten, die allerdings aufgrund der Verkleidung der Fassaden nur noch auf der Rückfront im ursprünglichen Zustand erhalten sind. Das Einkaufszentrum an den Toren der Stadt wurde zuerst von dem Warenhaus allkauf genutzt und in den 80er- und 90er-Jahren wurde es erheblich ausgebaut. Südlich der noch vorhandenen Gebäude befindet sich die Bergehalde der Zeche, die zwischen der Dorstener Straße und In der Provitze aufgeschüttet worden ist. Es sind einige Wege angelegt, die sehr steil und zugewachsen sind und wenig attraktiv sind.
Neben dem Hannibal-Einkaufszentrum hat sich an der Hofsteder Straße nördlich der A 40 ein Bereich mit Einzelhandelsgeschäften entwickelt (Bauhaus, Media-Markt, Kaufland, Ratio-Großmarkt), wobei besonders die gute Anbindung an die A 40 diese Entwicklung begünstigt hat.
Die großen Betriebe in Hofstede, die Zechen Hannibal und Constantin und die WEDAG als großer Bergbau-Zulieferer existieren schon lange nicht mehr. Viele Einwohner von Hofstede sind bei dem Opel-Werk in Langendreer und Thyssen Krupp beschäftigt, aber die Beschäftigtenzahlen sind dort rückläufig. In Hofstede und in dem Nachbarstadtteil Hamme haben sich auf dem ehemaligen Schlackenplatz des Bochumer Vereins Autohäuser etabliert. Der Einzelhandel in Hofstede hat auch überregionale Bedeutung. Das Gebäude der Hauptverwaltung der GEA liegt auf der östlichen Seite der Dorstener Straße an der Stadtgrenze nach Herne und ist liegt somit noch auf Hofsteder Gebiet. Das futuristische Gebäude mit einer schräg gestellten Glasabdeckung im zentralen Bereich wurde 1991 errichtet. Zum Dorneburger Bach hin wurde ein Biotop und Landschaftsschutzgebiet angelegt.

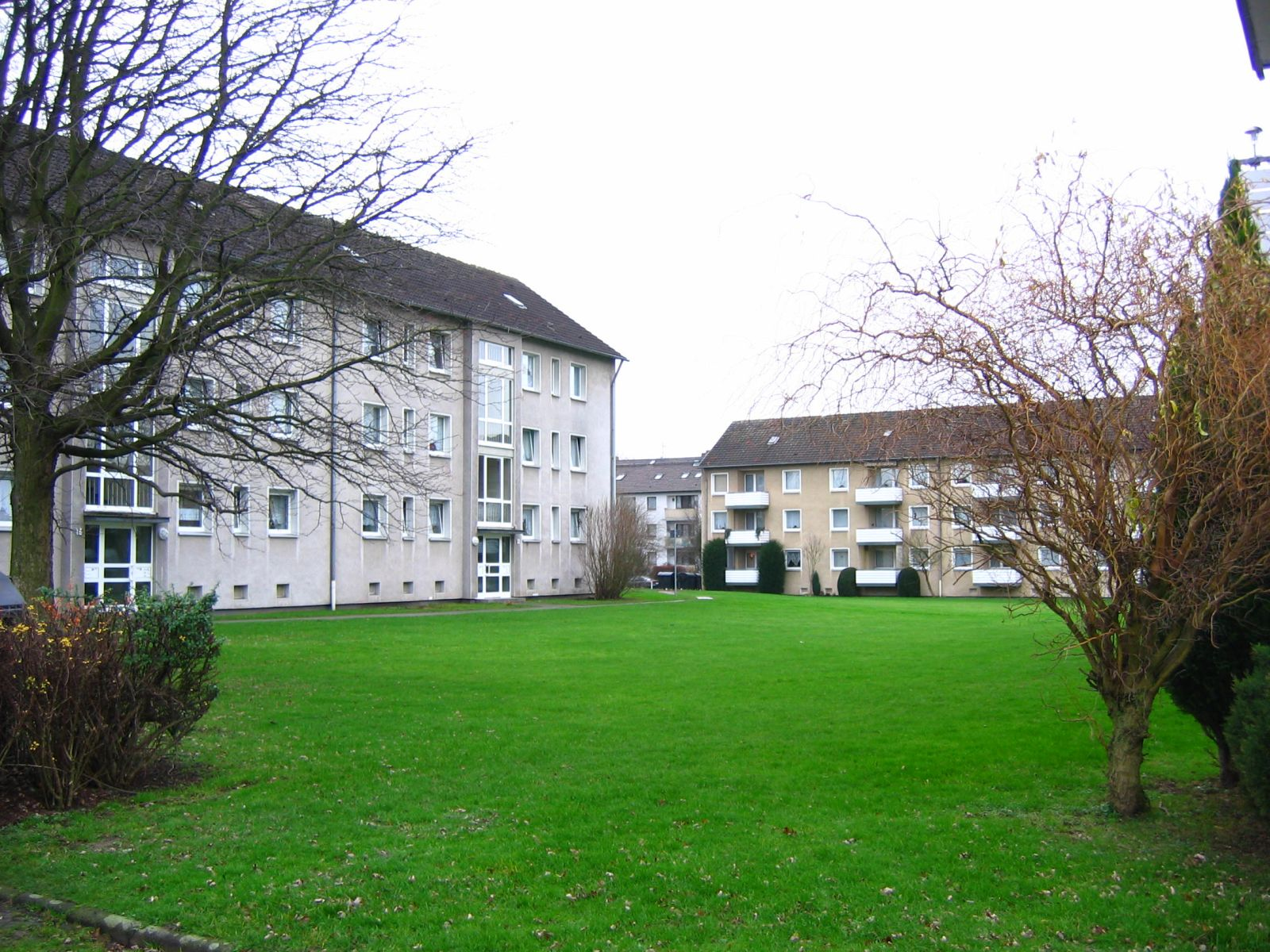
Siedlung Rastenburger, Allensteiner, Ortelsburger Straße westlich der Dorstener Straße
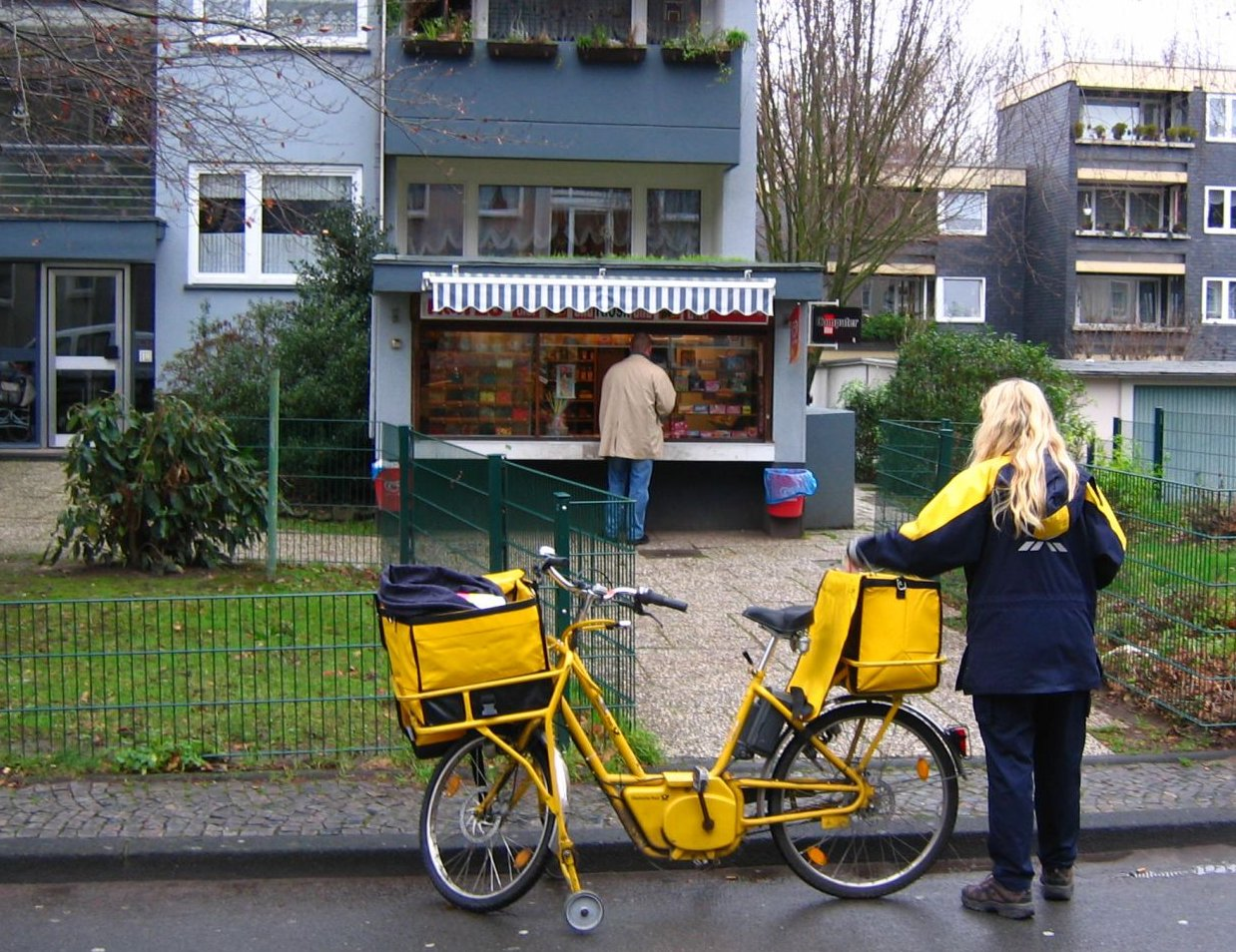
Trinkhalle an der Ortelsburger Straße